# Protea flavopilosa
Protea flavopilosa är en tvåhjärtbladig växtart som beskrevs av John Stanley Beard. Protea flavopilosa ingår i släktet Protea och familjen Proteaceae. Inga underarter finns listade i Catalogue of Life.